# Didymotettix kunlunicus
Didymotettix kunlunicus är en insektsart som beskrevs av Yang. Didymotettix kunlunicus ingår i släktet Didymotettix och familjen dvärgstritar. Inga underarter finns listade i Catalogue of Life.